# Atriplex pungens
Atriplex pungens là loài thực vật có hoa thuộc họ Dền. Loài này được Trautv. mô tả khoa học đầu tiên năm 1867.